# ユカギール語族

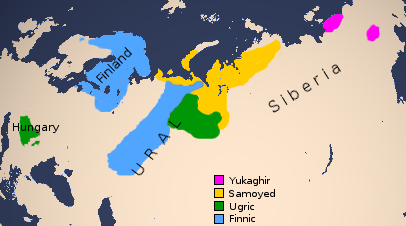
ユカギール諸語の地理的分布（桃色）；その他はウラル語族

17世紀のユカギール語の分布。東シベリア極北の広範囲に分布していた。

ユカギール語族（ユカギールごぞく）、またはユカギール諸語、ユカギール語とは、シベリア東部のコリマ川流域に住むユカギール族が話す諸言語から成る語族である。便宜上古シベリア諸語の一つとされている。古くはバイカル湖から北極海まで分布したといわれ、17世紀にはレナ川からアナディル川河口に至る広範囲で約9000人に話されていたが、現在ほとんどの人々がロシア語やサハ語を使うようになり、話者は200人以下に減り（1989年）、絶滅の危機に瀕している。現在残っているのは2つの言語だけである。

## 下位言語
- ツンドラ・ユカギール語（部族名としてはヴァドゥル）：話者は30ないし150人。コリマ川下流部で使われるが、かつてはさらに広く、西のレナ川付近でも使われた。
- オモック語 †死語
- チュバンチー語 †死語
- コリマ・ユカギール語（タイガ・ユカギール、部族名オドゥル）：話者は10ないし50人。コリマ川上流部で使われ、サハ共和国とマガダン州の方言に分けられる。

## 特徴
文法的には膠着語であるが、名詞には接尾辞がつくのに対し動詞には接頭辞がつく特徴がある。ウラル語族同様、母音調和、否定動詞が存在する。

## 他の言語との系統関係
他言語との関係は明らかでないが、ウラル語族と関係があるとの説が比較的有力であり（ウラル・ユカギール語族）、サモエード語派に近いとみられてきたが、最近の研究ではフィン・ウゴル語派との共通の特徴も指摘される。また、チュクチ・カムチャツカ語族などとの親縁関係が指摘されることもある（ウラル・シベリア語族）。

## 参考
- ユカギール語（コトバンク）